# NGC 7195
NGC 7195 é uma galáxia espiral (S) localizada na direcção da constelação de Pegasus. Possui uma declinação de +12° 39' 41" e uma ascensão recta de 22 horas, 03 minutos e 30,2 segundos.
A galáxia NGC 7195 foi descoberta em 9 de Novembro de 1884 por Lewis A. Swift.